# Don't Marry Her
Don't Marry Her is een nummer van de Britse band The Beautiful South uit 1997. Het is de tweede single en de openingstrack van hun vijfde studioalbum Blue Is the Colour.
In het nummer smeekt zangeres Jacqui Abbott een man om met haar weg te lopen van de vrouw met wie hij gaat trouwen. Ze probeert de man te beïnvloeden door te beschrijven hoe zij denkt dat het huwelijksleven met de andere vrouw eruit zal zien, door een onaantrekkelijk beeld van haar te schetsen. "Don't Marry Her" werd een hit in het Verenigd Koninkrijk, waar het de 8e positie behaalde. Het nummer werd daar slechts in een gekuiste uitvoering op de BBC-radio gedraaid; de tekst "Fuck me" in het refrein werd vervangen voor "Have me". In Nederland bereikte het nummer geen hitlijsten, maar de Vlaamse Ultratop 50 wist het nummer nog net te bereiken met een 50e positie.